# Cristal Records
 (février 2018).
Si vous disposez d'ouvrages ou d'articles de référence ou si vous connaissez des sites web de qualité traitant du thème abordé ici, merci de compléter l'article en donnant les références utiles à sa vérifiabilité et en les liant à la section « Notes et références ».
Cristal Records est un label de musique indépendant fondé en 1996 à La Rochelle.

## Historique
Cristal Records, créé en 1996, est un label de musique indépendant de la maison de disques Cristal Groupe. Dès le départ de l’aventure, Eric Debègue, son fondateur, le définit comme militant, en rupture avec le système des majors. En parallèle, une branche éditoriale s’est développée sous le nom de Cristal Publishing.
Le catalogue du label s’est tout d’abord constitué grâce à des signatures jazz, permettant ainsi d’obtenir une réelle reconnaissance en tant que label indépendant jazz.
Fin 2005, le rachat du fonds de commerce du label indépendant RDC Records créé par Franck Hagège, particulièrement connu pour ses références en jazz mais aussi en accordéon, a permis d'augmenter le catalogue production & édition et de pouvoir aborder de nouveaux marchés : musiques de films, illustration sonore, compilations, etc. Au fil des ans, la notoriété du label s’est construite et son catalogue s’est tout naturellement ouvert à d’autres formes musicales.
Le label a créé plusieurs « signatures » en fonction des champs musicaux concernés : « 10h10 » pour les musiques du monde, chanson, pop, rock, hip-hop, électro, « BOriginal » pour les musiques de films, « Le label dans la Forêt » qui édite des livres disques à destination du jeune public et « Cristal Records » qui reste la signature jazz.

## Le label Cristal Records
Le label jazz Cristal Records dispose d’un catalogue de plus de 300 albums et représente les productions de nombreux artistes primés (Victoires de la musique, DjangodOr, Académie du Jazz…) parmi lesquels : Pierre Bertrand, Stéphane Bertrand, Jean-Christophe Cholet, Sophia Domancich, Antonio Farao, Dominique Fillon, Nicolas Folmer, Simon Goubert, Olivier Hutman, Maurice Larcange, Paris Jazz Big Band, David Reinhardt, Django Reinhardt, Clément Saunier, Hervé Sellin ou encore Sébastien Texier.
Sony Music Entertainment et Believe sont les principaux distributeurs partenaires du label.

### Les Collections
La collection Original Sound Deluxe : Cristal Records propose une approche originale permettant de rendre hommage aux plus grands chanteurs et musiciens de jazz du XXe siècle. Ces voyages dans le temps, dans l'espace, concoctés en collaboration avec les deux grands connaisseurs du jazz que sont Noël Balen et Claude Carrière sont l'occasion de (re)découvrir les chefs-d’œuvre du jazz devenus des standards incontournables, mais aussi des raretés enfouies au fin fond d'archives et de collections privées. Ils savent s'adresser aussi bien à un public de néophytes qu'à des mélomanes... L'auteur de bande dessinée Christian Cailleaux se charge de réaliser les illustrations originales des pochettes. Actuellement 40 albums sont disponibles, et la collection continue à s'enrichir régulièrement.
La toute dernière collection Cristal Records Présents est consacrée aux  incontournables de l’histoire du jazz avec en parallèle des surprises issues du catalogue Cristal Records. Le premier opus, Jazzin' the Blues, est sorti en juin 2015 et a été suivi par Africa Jazz, Jazz Ballad, Latin Jazz et Jazz Guitar...

## Le label et son environnement
Cristal Records et les autres labels de la maison de disque disposent d’un studio d’enregistrement : l’Alhambra Studio. Installé dans un ancien cinéma à Rochefort (Charente-Maritime), dans un lieu chargé d’histoire, qui s’est récemment doté de studios de post-production - image et son. Par ailleurs, les éditions musicales Cristal Publishing, sociétaire définitif de la Sacem depuis 2013, disposent d'un catalogue de plus de 15 000 œuvres et sont particulièrement actives dans le domaine de la musique à l’image (musiques de films, séries TV, documentaires, publicités…).
L’ensemble de ces signatures constituent les activités de "Cristal Groupe".